# Polówka wysmukła
```

```

Polówka wysmukła (Agrocybe elatella (P. Karst.) Vesterh.) – gatunek grzybów z rodziny pierścieniakowatych (Strophariaceae).

## Systematyka i nazewnictwo
Pozycja w klasyfikacji według Index Fungorum: Agrocybe, Strophariaceae, Agaricales, Agaricomycetidae, Agaricomycetes, Agaricomycotina, Basidiomycota, Fungi.
Po raz pierwszy opisał go w 1883 r. Petter Adolf Karsten, nadając mu nazwę Roumeguerites elatellus. W 1989 r. Jan Vesterholt przenióśł go do rodzaju //Agrocybe. Synonimy:
- Hebeloma elatellum (P. Karst.) Sacc. 1887
- Pholiota elatella (P. Karst.) P. Karst. 1889
- Roumeguerites elatellus P. Karst. 1883

Polską nazwę zarekomendowała w 2025 roku Komisja ds. Polskiego Nazewnictwa Grzybów Polskiego Towarzystwa Mykologicznego.

## Występowanie i siedlisko
W Europie podano wiele stanowisk polówki wysmukłej, poza nią nieliczne w Azji. Brak tego gatunku w opracowanej w 2003 roku przez Władysława Wojewodę „Krytycznej liście wielkoowocnikowych grzybów podstawkowych Polski”. Komisja ds. Nazewnictwa Grzybów przytoczyła ten gatunek z uwagą, że „z powodu niejasnej pozycji oraz różnego podejścia do odrębności gatunku, liczba znanych stanowisk w Polsce wymaga weryfikacji.
Polówki to grzyby saprotroficzne.